# Bistum Victoria in Texas
Das Bistum Victoria in Texas (lat.: Dioecesis Victoriensis in Texia) ist eine in Texas in den Vereinigten Staaten gelegene römisch-katholische Diözese mit Sitz in Victoria.

## Geschichte
Papst Johannes Paul II. gründete es am 13. April 1982 aus Gebietsabtretungen der Bistümer Corpus Christi und Galveston-Houston. Es wurde dem Erzbistum San Antonio als Suffragandiözese unterstellt.
Mit der Erhebung des Bistums Galveston-Houston zum Erzbistum wurde es am 29. Dezember 2004 Teil der Kirchenprovinz Galveston-Houston.

## Territorium
Das Bistum Victoria in Texas umfasst die Countys Calhoun, Colorado, DeWitt, Goliad, Jackson, Lavaca, Matagorda, Victoria e Wharton. des Bundesstaates Texas. Es enthält auch Teil des Countys Fayette südlich des Colorado Rivers.

## Bischöfe von Victoria in Texas
- Charles Victor Grahmann (13. April 1982 – 9. Dezember 1989, dann Koadjutorbischof von Dallas)
- David Eugene Fellhauer (7. April 1990 – 23. April 2015)
- Brendan Cahill (seit 23. April 2015)

## Weblinks

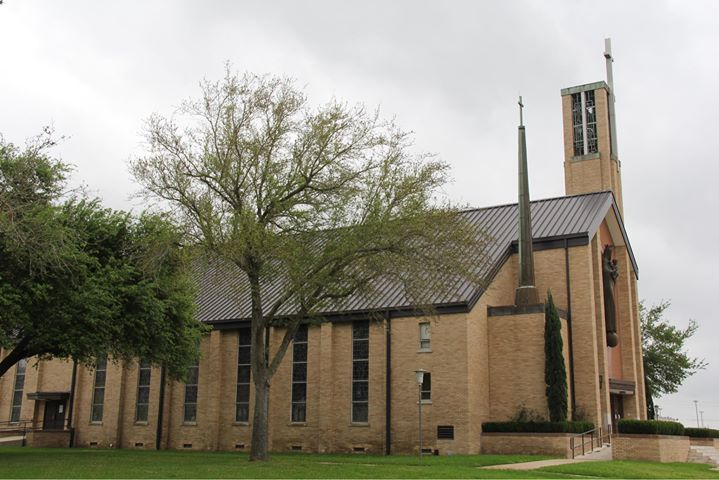
Kathedrale: Our Lady of Victory in Victoria